# لويس لومباردي
لويس لومباردي (بالإنجليزية: Louis Lombardi)‏ (و. 1968 – م) هو ممثل، ومنتج أفلام، وممثل أفلام، وممثل تلفزيوني، ومخرج سينمائي، من الولايات المتحدة الأمريكية، ولد في برونكس.

## وصلات خارجية
- لويس لومباردي على موقع IMDb (الإنجليزية)
- لويس لومباردي على موقع قاعدة بيانات الأفلام السويدية (السويدية)
- لويس لومباردي على موقع قاعدة بيانات الفيلم (الإنجليزية)